# Coupe du monde de ski acrobatique 2002-2003
Navigation
Édition précédente Édition suivante
La Coupe du monde de ski acrobatique 2002-2003 est la vingt-quatrième édition de la Coupe du monde de ski acrobatique organisée par la Fédération internationale de ski. Elle comprend quatre épreuves : le ski de bosses, le saut acrobatique, le ski cross et le ski de bosses en parallèle.
La Norvégienne Kari Traa conserve son titre tandis que le Russe Dmitry Arkhipov (en) est sacré pour la première fois.

## Déroulement de la compétition
La saison commence avec une étape avancée début septembre dans l’hémisphère sud, à Mont Buller en Australie, avant de reprendre plus tard dans l'hémisphère nord et de se terminer mi mars 2003 aux Contamines. Elle comprend treize étapes : une en Océanie, quatre en Amérique du nord, deux en Asie et six en Europe (sur les huit prévues, après annulation des deux étapes italiennes de décembre, Sauze d'Oulx et Madonna di Campiglio). Elle et se déroule du 7 septembre 2002 au 12 mars 2003. La saison est interrompue début-février par les Mondiaux de Deer Valley.
Pour la première fois, le coupe du monde intègre une nouvelle épreuve, déjà présente dans les échelons de compétition inférieurs : le ski cross.
La spécialiste des bosses Norvégienne Kari Traa conserve son titre acquis en 2002 tandis que le Russe spécialiste du saut Dmitry Arkhipov (en) remporte pour la première fois le classement général dès sa deuxième saison au niveau mondial.
| \| Mont Buller \| Sites des compétitions de ski acrobatique en Australie |
| Mont Buller                                                              |

| Mont Buller |

| \| Inawashiro Madarao \| Sites des compétitions de ski acrobatique au Japon |
| Inawashiro Madarao                                                          |

| Inawashiro Madarao |

| \| Mont Tremblant Lake Placid Fernie Steamboat \| Sites des compétitions de ski acrobatique en Amérique du Nord |
| Mont Tremblant Lake Placid Fernie Steamboat                                                                     |

| Mont Tremblant Lake Placid Fernie Steamboat |

| \| Tignes Sauze d'Oulx Madonna di Campiglio Ruka Laax Špindlerův Mlýn Voss Les Contamines \| Sites des compétitions de ski acrobatique en Europe |
| Tignes Sauze d'Oulx Madonna di Campiglio Ruka Laax Špindlerův Mlýn Voss Les Contamines                                                           |

| Tignes Sauze d'Oulx Madonna di Campiglio Ruka Laax Špindlerův Mlýn Voss Les Contamines |

| \| Mont Buller \| Sites des compétitions de ski acrobatique en Australie |
| Mont Buller                                                              |

| Mont Buller |

| \| Inawashiro Madarao \| Sites des compétitions de ski acrobatique au Japon |
| Inawashiro Madarao                                                          |

| Inawashiro Madarao |

| \| Mont Tremblant Lake Placid Fernie Steamboat \| Sites des compétitions de ski acrobatique en Amérique du Nord |
| Mont Tremblant Lake Placid Fernie Steamboat                                                                     |

| Mont Tremblant Lake Placid Fernie Steamboat |

| \| Tignes Sauze d'Oulx Madonna di Campiglio Ruka Laax Špindlerův Mlýn Voss Les Contamines \| Sites des compétitions de ski acrobatique en Europe |
| Tignes Sauze d'Oulx Madonna di Campiglio Ruka Laax Špindlerův Mlýn Voss Les Contamines                                                           |

| Tignes Sauze d'Oulx Madonna di Campiglio Ruka Laax Špindlerův Mlýn Voss Les Contamines |

## Classements

### Général
La saison compte vingt-cinq épreuves : neuf en saut acrobatique, dix en ski de bosses, trois en ski de bosses en parallèle et trois en ski cross.
| Rang | Nom                   | Points |
| ---- | --------------------- | ------ |
| 1    | Dmitri Arkhipov (en)  | 95.00  |
| 2    | Steve Omischl         | 93.00  |
| 3    | Jeff Bean             | 93.00  |
| 4    | Travis Cabral (en)    | 90.00  |
| 5    | Hiroomi Takizawa (en) | 89.00  |

| Rang | Nom                  | Points |
| ---- | -------------------- | ------ |
| 1    | Kari Traa            | 125.00 |
| 2    | Ingrid Berntsen (en) | 117.00 |
| 3    | Margarita Marbler    | 113.00 |
| 4    | Shannon Bahrke       | 98.00  |
| 5    | Alisa Camplin        | 97.00  |

### Saut acrobatique
Blessée en 2002 la championne Australienne Jacqui Cooper ne reprend pas la compétition cette saison. La championne en titre, la Bélarusse Ala Tsuper, se blesse lors de l'épreuve de Steamboat Springs et ne peut pas défendre ses chances jusqu'au bout et la compétition de joue finalement entre quatre skieuses : les deux Australiennes Alisa Camplin (six podiums dont trois victoires) et Lydia Ierodiaconou (quatre podiums dont une victoire), la Canadienne Veronika Bauer (quatre podiums dont trois victoires) et la Chinoise Li Nina (quatre podiums). La championne olympique en titre, Camplin, s'impose finalement devant sa compatriote Lassila qui est a égalité de points avec Bauer, Li Nina termine quatrième. Chez les hommes le double tenant du titre Américain Eric Bergoust (également détenteur du gros globe) monte sur le podium de l'épreuve inaugurale de Mount Buller puis rate complètement sa saison et termine à la vingtième place du classement. Ses dauphin de 2002, Alexei Grishin et Aleš Valenta n'en profitent pas contrairement au jeune russe de vingt ans Dmitri Arkhipov (en) qui pour sa deuxième saison sur le circuit mondial monte sur cinq podiums dont trois fois sur la plus haute marche, et remporte le globe de la spécialité. Les canadiens Steve Omischl et Jeff Bean (avec tous les deux quatre podiums dont deux victoires) se classent respectivement deuxième et troisième.
| Rang | Nom                  | Points |
| ---- | -------------------- | ------ |
| 1    | Dmitri Arkhipov (en) | 572.00 |
| 2    | Steve Omischl        | 560.00 |
| 3    | Jeff Bean            | 556.00 |
| 4    | Joe Pack             | 488.00 |
| 5    | Alexei Grishin       | 476.00 |

| Rang | Nom                | Points |
| ---- | ------------------ | ------ |
| 1    | Alisa Camplin      | 580.00 |
| 2    | Lydia Ierodiaconou | 556.00 |
| 3    | Veronika Bauer     | 556.00 |
| 4    | Li Nina            | 552.00 |
| 5    | Anna Zukal (pl)    | 500.00 |

### Bosses
Chez les femmes la double tenante du titre Norvégienne Kari Traa signe sept podiums dont trois victoires en dix courses, mais l'américaine Shannon Bahrke, troisième en 2002 a un bilan encore meilleur : trois victoires également, mais aussi quatre deuxièmes et une troisième places. C'est donc l’Américaine qui remporte le globe, son premier, devant la norvégienne (qui se console avec le gros globe). L'Autrichienne Margarita Marbler (trois podiums, deux victoires) complète le podium. Chez les hommes l'Américain Travis Cabral (en) remporte lui aussi le classement de la spécialité pour la première fois avec quatre podiums dont rois victoires. Il devance le Canadien Pierre-Alexandre Rousseau (trois podiums, une victoire) et deux autres Américains : Travis Mayer (quatre podiums) et Toby Dawson (une victoire).
| Rang | Nom                       | Points |
| ---- | ------------------------- | ------ |
| 1    | Travis Cabral (en)        | 628.00 |
| 2    | Pierre-Alexandre Rousseau | 616.00 |
| 3    | Travis Mayer              | 616.00 |
| 4    | Toby Dawson               | 596.00 |
| 5    | Mikko Ronkainen           | 576.00 |

| Rang | Nom                  | Points |
| ---- | -------------------- | ------ |
| 1    | Shannon Bahrke       | 684.00 |
| 2    | Kari Traa            | 676.00 |
| 3    | Margarita Marbler    | 612.00 |
| 4    | Ingrid Berntsen (en) | 604.00 |
| 5    | Sandra Laoura        | 588.00 |

### Bosses parallèles
Chez les femmes les trois courses de la saison voient sacrent trois skieuses différentes, Stéphanie St-Pierre, Bérénice Grégoire et Kari Traa. Mais une Autrichienne se montre plus régulière et avec deux troisième places elle remporte le titre devant la Canadienne Tami Bradley (en) (qui termine ainsi sa carrière sur ce qui est son meilleur résultat dans un classement de coups du monde) et la Norvégienne Kari Traa. S'il y a également trois vainqueurs différents chez les hommes, le Finlandais Janne Lahtela monte sur les trois podiums et remporte son deuxième globes de la spécialité après 2000, son cinquième toutes disciplines confondues (dont le gros globe en 2000). Il devance le Canadien Stéphane Rochon (une victoire et une seconde place) et le Suédois Fredrik Fortkord (pl) (une troisième place).
| Rang | Nom                       | Points |
| ---- | ------------------------- | ------ |
| 1    | Janne Lahtela             | 284.00 |
| 2    | Stéphane Rochon           | 260.00 |
| 3    | Fredrik Fortkord (pl)     | 248.00 |
| 4    | Pierre-Alexandre Rousseau | 220.00 |
| 5    | Yugo Tsukita              | 208.00 |

| Rang | Nom                   | Points |
| ---- | --------------------- | ------ |
| 1    | Margarita Marbler     | 236.00 |
| 2    | Tami Bradley (en)     | 208.00 |
| 3    | Kari Traa             | 204.00 |
| 4    | Elisa Kurylowicz (pl) | 200.00 |
| 5    | Aiko Uemura           | 196.00 |

### Ski cross
Pour sa première apparition au programme de la coupe du monde, le ski cross est proposé à cinq reprises. Mais les deux étapes italiennes de décembre son annulées et finalement cette première édition ne comprend que trois épreuves. Chez les femmes la Suédoise Magdalena Iljans remporte les deux premières courses et l'Autrichienne Karin Huttary la troisième (plus une troisième place). Pourtant ces deux skieuses terminent deuxième et quatrième du classement, devancées par la Françaises  Valentine Scuotto (troisième, deuxième et quatrième) qui devient dont la première vainqueur du globe de cristal de ski cross. Chez les hommes il y a trois vainqueurs différents : le Tchèque Tomáš Kraus, le Français Enak Gavaggio et le Japonais Hiroomi Takizawa (en). C'est Takizawa qui remporte le titre (une victoire et une seconde place) devant Gavaggio et l'Autrichien Markus Wittner (de) (deux troisièmes places).
| Rang | Nom                   | Points |
| ---- | --------------------- | ------ |
| 1    | Hiroomi Takizawa (en) | 268.00 |
| 2    | Enak Gavaggio         | 252.00 |
| 3    | Markus Wittner (de)   | 232.00 |
| 4    | Isidor Grüner (de)    | 180.00 |
| 5    | Tomáš Kraus           | 172.00 |

| Rang | Nom                     | Points |
| ---- | ----------------------- | ------ |
| 1    | Valentine Scuotto       | 276.00 |
| 2    | Magdalena Iljans        | 252.00 |
| 3    | Annick Staudenmann (pl) | 216.00 |
| 4    | Karin Huttary           | 192.00 |
| 5    | Aleisha Cline (en)      | 188.00 |

## Calendrier et podiums

### Hommes
| Date                                                        | Lieu                 | Épreuve             | Vainqueur                 | Second                    | Troisième                 |
| ----------------------------------------------------------- | -------------------- | ------------------- | ------------------------- | ------------------------- | ------------------------- |
| 7 septembre 2002                                            | Mont Buller          | Saut                | Jeff Bean                 | Alexei Grishin            | Eric Bergoust             |
| 8 septembre 2002                                            | Mont Buller          | Saut                | Steve Omischl             | Christian Rijavec (de)    | Joe Pack                  |
| 30 novembre 2002                                            | Tignes               | Ski cross           | Tomáš Kraus               | Isidor Grüner (de)        | Markus Wittner (de)       |
| 1er décembre 2002                                           | Tignes               | Bosses              | Travis Cabral (en)        | Scott Bellavance (en)     | Janne Lahtela             |
| 6 décembre 2002                                             | Sauze d'Oulx         | Ski cross           | Épreuve annulée           | Épreuve annulée           | Épreuve annulée           |
| 7 décembre 2002                                             | Sauze d'Oulx         | Bosses              | Mikko Ronkainen           | Scott Bellavance (en)     | Travis Mayer              |
| 14 décembre 2002                                            | Madonna di Campiglio | Bosses              | Toby Dawson               | Mikko Ronkainen           | Travis Mayer              |
| 15 décembre 2002                                            | Madonna di Campiglio | Ski cross           | Épreuve annulée           | Épreuve annulée           | Épreuve annulée           |
| 19 décembre 2002                                            | Ruka                 | Bosses              | Tapio Luusua              | Travis Mayer              | Pierre-Alexandre Rousseau |
| 11 janvier 2003                                             | Mont Tremblant       | Bosses              | Pierre-Alexandre Rousseau | Jeremy Bloom              | Tapio Luusua              |
| 12 janvier 2003                                             | Mont Tremblant       | Saut                | Jeff Bean                 | Jeret Peterson            | Ryan Blais (pl)           |
| 17 janvier 2003                                             | Lake Placid          | Saut                | Dmitri Arkhipov (en)      | Steve Omischl             | Han Xiaopeng              |
| 18 janvier 2003                                             | Lake Placid          | Bosses              | Travis Cabral (en)        | Janne Lahtela             | Pierre-Alexandre Rousseau |
| 19 janvier 2003                                             | Lake Placid          | Saut                | Ryan Blais (pl)           | Dmitri Dashchinsky        | Jeff Bean                 |
| 18 janvier 2003                                             | Laax                 | Ski cross           | Enak Gavaggio             | Hiroomi Takizawa (en)     | Markus Wittner (de)       |
| 25 janvier 2003                                             | Fernie               | Bosses en parallèle | Janne Lahtela             | Stéphane Rochon           | Toby Dawson               |
| 26 janvier 2003                                             | Fernie               | Saut                | Aleš Valenta              | Dmitri Arkhipov (en)      | Ou Xiaotao (pl)           |
| Championnats du monde de Deer Valley (9 au 19 février 2002) |                      |                     |                           |                           |                           |
| 7 février 2003                                              | Steamboat Springs    | Saut                | Dmitri Arkhipov (en)      | Alexei Grishin            | Steve Omischl             |
| 8 février 2003                                              | Steamboat Springs    | Bosses              | Jeremy Bloom              | Pierre-Alexandre Rousseau | David Babic (pl)          |
| 15 février 2003                                             | Inawashiro           | Bosses              | Travis Cabral (en)        | Mikko Ronkainen           | Vitali Glushenko          |
| 22 février 2003                                             | Madarao              | Bosses en parallèle | Pierre-Alexandre Rousseau | Janne Lahtela             | Fredrik Fortkord (pl)     |
| 23 février 2003                                             | Madarao              | Bosses              | Jeremy Bloom              | Travis Cabral (en)        | Pierre-Alexandre Rousseau |
| 1er mars 2003                                               | Špindlerův Mlýn      | Saut                | Dmitri Arkhipov (en)      | Jeff Bean                 | Ou Xiaotao (pl)           |
| 2 mars 2003                                                 | Špindlerův Mlýn      | Saut                | Steve Omischl             | Dmitri Arkhipov (en)      | Joe Pack                  |
| 1er mars 2003                                               | Voss                 | Bosses              | Janne Lahtela             | Luke Westerlund (pl)      | Travis Mayer              |
| 2 mars 2003                                                 | Voss                 | Bosses en parallèle | Stéphane Rochon           | Toby Dawson               | Janne Lahtela             |
| 11 mars 2003                                                | Les Contamines       | Ski cross           | Hiroomi Takizawa (en)     | Karl Heinz Molling (de)   | Xavier Mathex (pl)        |

### Femmes
| Date                                                        | Lieu                 | Épreuve             | Vainqueur           | Second                 | Troisième             |
| ----------------------------------------------------------- | -------------------- | ------------------- | ------------------- | ---------------------- | --------------------- |
| 7 septembre 2002                                            | Mont Buller          | Saut                | Veronika Bauer      | Lydia Ierodiaconou     | Anna Zukal (pl)       |
| 8 septembre 2002                                            | Mont Buller          | Saut                | Veronika Bauer      | Alisa Camplin          | Xu Nannan             |
| 30 novembre 2002                                            | Tignes               | Ski cross           | Magdalena Iljans    | Aleisha Cline (en)     | Valentine Scuotto     |
| 1er décembre 2002                                           | Tignes               | Bosses              | Margarita Marbler   | Shannon Bahrke         | Michelle Roark        |
| 6 décembre 2002                                             | Sauze d'Oulx         | Ski cross           | Épreuve annulée     | Épreuve annulée        | Épreuve annulée       |
| 7 décembre 2002                                             | Sauze d'Oulx         | Bosses              | Kari Traa           | Shannon Bahrke         | Margarita Marbler     |
| 14 décembre 2002                                            | Madonna di Campiglio | Bosses              | Shannon Bahrke      | Ingrid Berntsen (en)   | Kari Traa             |
| 15 décembre 2002                                            | Madonna di Campiglio | Ski cross           | Épreuve annulée     | Épreuve annulée        | Épreuve annulée       |
| 19 décembre 2002                                            | Ruka                 | Bosses              | Kari Traa           | Ingrid Berntsen (en)   | Shannon Bahrke        |
| 11 janvier 2003                                             | Mont Tremblant       | Bosses              | Shannon Bahrke      | Marina Cherkasova (pl) | Laurel Shanley (pl)   |
| 12 janvier 2003                                             | Mont Tremblant       | Saut                | Alisa Camplin       | Lydia Ierodiaconou     | Kate Reed (pl)        |
| 17 janvier 2003                                             | Lake Placid          | Saut                | Alisa Camplin       | Li Nina                | Ala Tsuper            |
| 18 janvier 2003                                             | Lake Placid          | Bosses              | Aiko Uemura         | Sandra Laoura          | Ingrid Berntsen (en)  |
| 19 janvier 2003                                             | Lake Placid          | Saut                | Xu Nannan           | Li Nina                | Ala Tsuper            |
| 18 janvier 2003                                             | Laax                 | Ski cross           | Magdalena Iljans    | Valentine Scuotto      | Karin Huttary         |
| 25 janvier 2003                                             | Fernie               | Bosses en parallèle | Stéphanie St-Pierre | Tami Bradley (en)      | Margarita Marbler     |
| 26 janvier 2003                                             | Fernie               | Saut                | Veronika Bauer      | Ala Tsuper             | Li Nina               |
| Championnats du monde de Deer Valley (9 au 19 février 2002) |                      |                     |                     |                        |                       |
| 7 février 2003                                              | Steamboat Springs    | Saut                | Alisa Camplin       | Lydia Ierodiaconou     | Veronika Bauer        |
| 8 février 2003                                              | Steamboat Springs    | Bosses              | Kari Traa           | Shannon Bahrke         | Ingrid Berntsen (en)  |
| 15 février 2003                                             | Inawashiro           | Bosses              | Kari Traa           | Michelle Roark         | Sandra Laoura         |
| 22 février 2003                                             | Madarao              | Bosses en parallèle | Bérénice Grégoire   | Aiko Uemura            | Margarita Marbler     |
| 23 février 2003                                             | Madarao              | Bosses              | Margarita Marbler   | Shannon Bahrke         | Kari Traa             |
| 1er mars 2003                                               | Špindlerův Mlýn      | Saut                | Lydia Ierodiaconou  | Alisa Camplin          | Li Nina               |
| 2 mars 2003                                                 | Špindlerův Mlýn      | Saut                | Evelyne Leu         | Assoli Slivets         | Alisa Camplin         |
| 1er mars 2003                                               | Voss                 | Bosses              | Shannon Bahrke      | Aiko Uemura            | Kari Traa             |
| 2 mars 2003                                                 | Voss                 | Bosses en parallèle | Kari Traa           | Aiko Uemura            | Shelly Robertson (pl) |
| 11 mars 2003                                                | Les Contamines       | Ski cross           | Karin Huttary       | Ingrid Berntsen (en)   | Aleisha Cline (en)    |

### Résultats officiels
1. ↑  (en) « Mt. Buller (AUS) World Cup - Men's aerials », sur fis-ski.com (consulté le 3 mars 2021)
2. ↑  (en) « Mt. Buller (AUS) World Cup - Men's aerials », sur fis-ski.com (consulté le 3 mars 2021)
3. ↑  (en) « Tignes (FRA) World Cup - Men's ski cross », sur fis-ski.com (consulté le 3 mars 2021)
4. ↑  (en) « Tignes (FRA) World Cup - Men's moguls », sur fis-ski.com (consulté le 3 mars 2021)
5. ↑  (en) « Sauze d'Oulx (ITA) World Cup - Men's moguls », sur fis-ski.com (consulté le 5 mars 2021)
6. ↑  (en) « Madonna di Campiglio (ITA) World Cup - Men's moguls », sur fis-ski.com (consulté le 5 mars 2021)
7. ↑  (en) « Ruka (FIN) World Cup - Men's moguls », sur fis-ski.com (consulté le 5 mars 2021)
8. ↑  (en) « Mont Tremblant (CAN) World Cup - Men's Moguls », sur fis-ski.com (consulté le 5 mars 2021)
9. ↑  (en) « Mont Tremblant (CAN) World Cup - Men's aerials », sur fis-ski.com (consulté le 5 mars 2021)
10. ↑  (en) « Lake Placid, NY (USA) World Cup - Men's aerials », sur fis-ski.com (consulté le 5 mars 2021)
11. ↑  (en) « Lake Placid, NY (USA) World Cup - Men's moguls », sur fis-ski.com (consulté le 5 mars 2021)
12. ↑  (en) « Lake Placid, NY (USA) World Cup - Men's aerials », sur fis-ski.com (consulté le 5 mars 2021)
13. ↑  (en) « Laax (SUI) World Cup - Men's ski cross », sur fis-ski.com (consulté le 5 mars 2021)
14. ↑  (en) « Fernie (CAN) World Cup - Men's dual moguls », sur fis-ski.com (consulté le 5 mars 2021)
15. ↑  (en) « Fernie (CAN) World Cup - Men's aerials », sur fis-ski.com (consulté le 5 mars 2021)
16. ↑  (en) « Steamboat (USA) World Cup - Men's aerials », sur fis-ski.com (consulté le 8 mars 2021)
17. ↑  (en) « Steamboat (USA) World Cup - Men's dual moguls », sur fis-ski.com (consulté le 8 mars 2021)
18. ↑  (en) « Inawashiro (JPN) World Cup - Men's moguls », sur fis-ski.com (consulté le 8 mars 2021)
19. ↑  (en) « Madarao (JPN) World Cup - Men's dual moguls », sur fis-ski.com (consulté le 8 mars 2021)
20. ↑  (en) « Madarao (JPN) World Cup - Men's moguls », sur fis-ski.com (consulté le 8 mars 2021)
21. ↑  (en) « Spindleruv Mlyn (CZE) World Cup - Men's aerials », sur fis-ski.com (consulté le 8 mars 2021)
22. ↑  (en) « Spindleruv Mlyn (CZE) World Cup - Men's aerials », sur fis-ski.com (consulté le 8 mars 2021)
23. ↑  (en) « Voss (NOR) World Cup - Men's aerials », sur fis-ski.com (consulté le 8 mars 2021)
24. ↑  (en) « Voss (NOR) World Cup - Men's aerials », sur fis-ski.com (consulté le 8 mars 2021)
25. ↑  (en) « Les Contamines (FRA) World Cup - Men's ski cross », sur fis-ski.com (consulté le 8 mars 2021)
26. ↑  (en) « Mt. Buller (AUS) World Cup - Women's aerials », sur fis-ski.com (consulté le 9 mars 2021)
27. ↑  (en) « Mt. Buller (AUS) World Cup - Women's aerials », sur fis-ski.com (consulté le 9 mars 2021)
28. ↑  (en) « Tignes (FRA) World Cup - Women's ski cross », sur fis-ski.com (consulté le 9 mars 2021)
29. ↑  (en) « Tignes (FRA) World Cup - Women's moguls », sur fis-ski.com (consulté le 9 mars 2021)
30. ↑  (en) « Sauze d'Oulx (ITA) World Cup - Women's moguls », sur fis-ski.com (consulté le 9 mars 2021)
31. ↑  (en) « Madonna di Campiglio (ITA) World Cup - Women's moguls », sur fis-ski.com (consulté le 9 mars 2021)
32. ↑  (en) « Ruka (FIN) World Cup - Women's moguls », sur fis-ski.com (consulté le 9 mars 2021)
33. ↑  (en) « Mont Tremblant (CAN) World Cup - Women's Moguls », sur fis-ski.com (consulté le 9 mars 2021)
34. ↑  (en) « Mont Tremblant (CAN) World Cup - Women's aerials », sur fis-ski.com (consulté le 9 mars 2021)
35. ↑  (en) « Lake Placid, NY (USA) World Cup - Women's aerials », sur fis-ski.com (consulté le 9 mars 2021)
36. ↑  (en) « Lake Placid, NY (USA) World Cup - Women's moguls », sur fis-ski.com (consulté le 9 mars 2021)
37. ↑  (en) « Lake Placid, NY (USA) World Cup - Women's aerials », sur fis-ski.com (consulté le 9 mars 2021)
38. ↑  (en) « Laax (SUI) World Cup - Women's ski cross », sur fis-ski.com (consulté le 9 mars 2021)
39. ↑  (en) « Fernie (CAN) World Cup - Women's dual moguls », sur fis-ski.com (consulté le 9 mars 2021)
40. ↑  (en) « Fernie (CAN) World Cup - Women's aerials », sur fis-ski.com (consulté le 9 mars 2021)
41. ↑  (en) « Steamboat (USA) World Cup - Women's aerials », sur fis-ski.com (consulté le 9 mars 2021)
42. ↑  (en) « Steamboat (USA) World Cup - Women's dual moguls », sur fis-ski.com (consulté le 9 mars 2021)
43. ↑  (en) « Inawashiro (JPN) World Cup - Women's moguls », sur fis-ski.com (consulté le 9 mars 2021)
44. ↑  (en) « Madarao (JPN) World Cup - Women's dual moguls », sur fis-ski.com (consulté le 9 mars 2021)
45. ↑  (en) « Madarao (JPN) World Cup - Women's moguls », sur fis-ski.com (consulté le 9 mars 2021)
46. ↑  (en) « Spindleruv Mlyn (CZE) World Cup - Women's aerials », sur fis-ski.com (consulté le 9 mars 2021)
47. ↑  (en) « Spindleruv Mlyn (CZE) World Cup - Women's aerials », sur fis-ski.com (consulté le 9 mars 2021)
48. ↑  (en) « Voss (NOR) World Cup - Women's aerials », sur fis-ski.com (consulté le 9 mars 2021)
49. ↑  (en) « Voss (NOR) World Cup - Women's aerials », sur fis-ski.com (consulté le 9 mars 2021)
50. ↑  (en) « Les Contamines (FRA) World Cup - Women's ski cross », sur fis-ski.com (consulté le 9 mars 2021)